# Токородзава
Токородзава (на японски: 所沢市, по английската Система на Хепбърн Tokorozawa-shi, Токородзава-ши) е град в префектура Сайтама, Япония. През 2006 г. населението на града е 339 341 души, а средната гъстота 	4713,72 жители на км². Токородзава заема 71,99 км². Градът е основан на 3 ноември 1950 г.